# Curetis limbatus
Curetis limbatus är en fjärilsart som beskrevs av Rothschild 1917. Curetis limbatus ingår i släktet Curetis och familjen juvelvingar. Inga underarter finns listade i Catalogue of Life.